# Stakamyran
Stakamyran är ett naturreservat i västra delen av Nätra fjällskog i Örnsköldsviks kommun. Reservatet inrättades 2014 och omfattar 174 hektar av blandad skogs- och myrmark. Det inrättades framför allt för att skydda den rika förekomsten av den sällsynta laven långskägg.

## Historik
Efter att långskäggslav upptäckts på Västanåhöjden 1990 genomfördes en inventering av hela Nätra fjällskog sommaren 1991. Det visade sig då att långskäggslav förekom över ett stort område, bland annat kring Stakamyran och berget Hästen. Det ledde till att dåvarande Skogsvårdsstyrelsen 1993 registrerade en mindre nyckelbiotop norr om Hästen och 2005 ytterligare åtta nyckelbiotoper i Stakamyrans omgivningar. I samtliga fall rörde det sig om långskäggslokaler. När en avverkningsanmälan på Sel 7:13 inkom 2009 inledde länsstyrelsen  i Västernorrlands län en utredning om reservatsbildning, vilket 2010 ledde till beslut om att området skulle skyddas som naturreservat. Samtliga berörda markägare kontaktades, området värderades och förhandlingar om ekonomisk ersättning påbörjades.

## Beskrivning

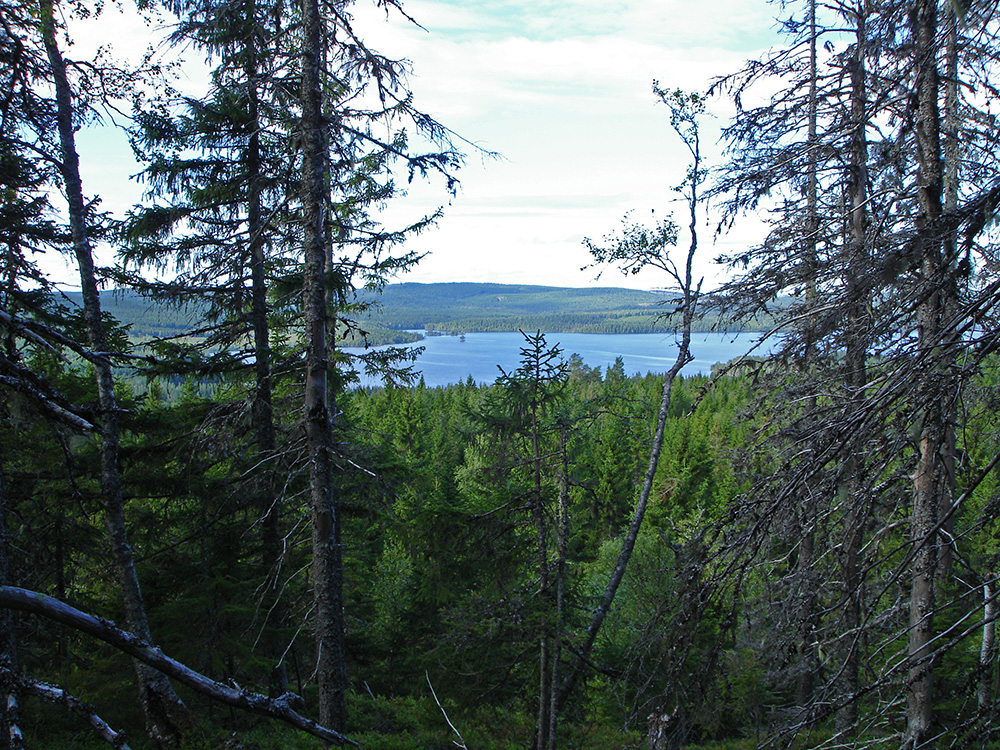
Utsikt från Hästen mot Stor-Degersjön i väster.

I norr är terrängen flack med en mosaik av myrar och skogklädda partier. Stakamyran ligger mitt i reservatet och flankeras i sydväst av det branta berget Hästen. Hela reservatet ligger över högsta kustlinjen. Skogen är väl bevarad och har endast plockhuggits, relativt långt tillbaka i tiden, och är därför en väl utvecklad gammelskog.

## Svampar och lavar
Förutom förekomsten av långskägg (Usnea longissima) finns gott om andra trädlevande lavar. Karaktärsarter är garnlav (Alectoria sarmentosa) och violettgrå tagellav (Bryoria nadvornikiana). Bland rödlistade svamp- och lavarter i övrigt kan nämnas: aspgelélav (Collema subnigrescens), doftskinn (Cystostereum murrayi), gränsticka (Phellopilus nigrolimitatus), harticka (Inonotus leporinus) och kötticka (Leptoporus mollis).
Tillsammans med Västanåhöjdens naturreservat, ungefär en kilometer österut, ingår Stakamyran i ett av Västernorrlands läns kärnområden för långskägg. Eftersom ungefär 90 % av all långskägg i Sverige finns i just Västernorrlands län har länet ett nationellt ansvar för artens långsiktiga överlevnad.